# أفياء فلوريس
أفياء فلوريس أو العقاب الصقري الفلوريسي (الاسم العلمي Nisaetus floris)، كان يُصنف في السابق ضمن طيور جنس العقبان البازية النمطية (Spizaetus). هو طائر جارح من جنس أفياء وفصيلة البازية. يراوح طوله من 75 إلى 79 سم. موطنه جزر سوندا الصغرى الإندونيسية.